# Velika Ludina
Velika Ludina is een gemeente in de Kroatische provincie Sisak-Moslavina.
Velika Ludina telt 2831 inwoners. De oppervlakte bedraagt 103,6 km², de bevolkingsdichtheid is 27,3 inwoners per km².
Steden (gradovi): Sisak · Glina · Hrvatska Kostajnica · Kutina · Novska · Petrinja

Gemeenten (općine): Donji Kukuruzari · Dvor · Gvozd · Hrvatska Dubica · Jasenovac · Lekenik · Lipovljani · Majur · Martinska Ves · Popovača · Sunja · Topusko · Velika Ludina